# Platyneurus gobiensis
Platyneurus gobiensis är en stekelart som beskrevs av Sugonjaev 1971. Platyneurus gobiensis ingår i släktet Platyneurus och familjen raggsteklar.
Artens utbredningsområde är Mongoliet. Inga underarter finns listade i Catalogue of Life.